# 浅草サンバカーニバル

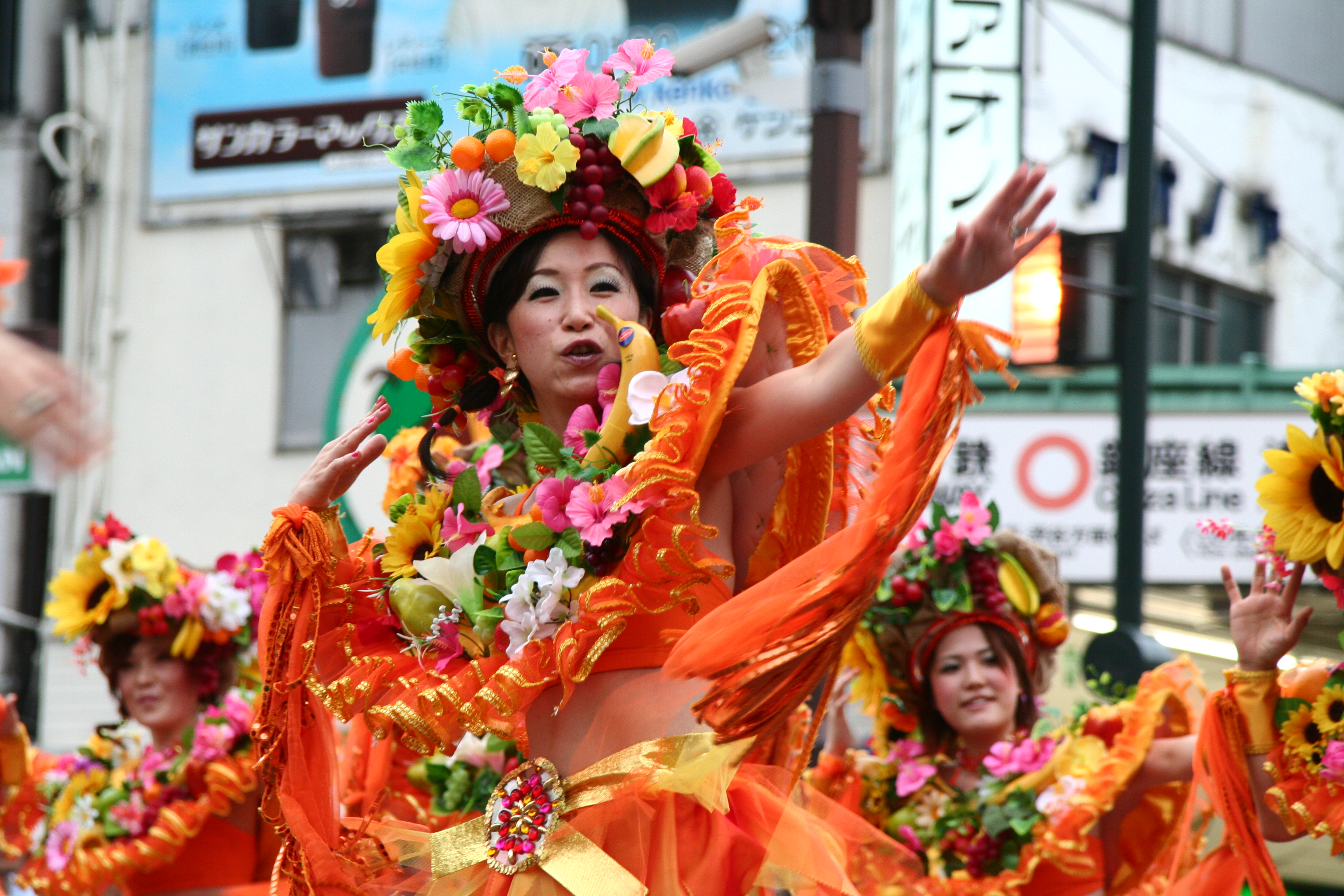
浅草の公道を使用して行われる

浅草サンバ・カーニバル・コンテストは、東京都台東区浅草で行われるサンバ・パレードのコンテストである。1981年に第1回が行われた、日本で最も規模の大きなサンバイベントである。

## 概要
浅草サンバカーニバル実行委員会による主催で、毎年8月の最終土曜日に開催される。一日限りの開催だが、約50万人の人出があり、ブラジル以外の国で最大級、そして北半球最大のサンバカーニバルへと発展。
各サンバチームの規模に応じてリーグ制によるグループ分けがなされている。リーグ制はこの数年にいくつかの変遷があったが、2007年では出場順から、地域のブラスバンドなどによるコミュニケーションリーグ、企業チームによるテーマ・サンバリーグ、S2リーグ、S1リーグの4つのリーグに分けられている。このうち、S1とS2リーグではパレードの内容をコンテストで競う。

S1及びS2リーグでは、リオのカーニバルになぞらえて、パレードの内容を審査員や沿道の観客によるモバイル投票などの採点方式により順位や優勝が競われる。その年にS1リーグで最下位となればS2リーグへ降格、またS2リーグで優勝したチームはS1リーグへ昇級、翌年にまたそこで順位や優勝を競うことになる。

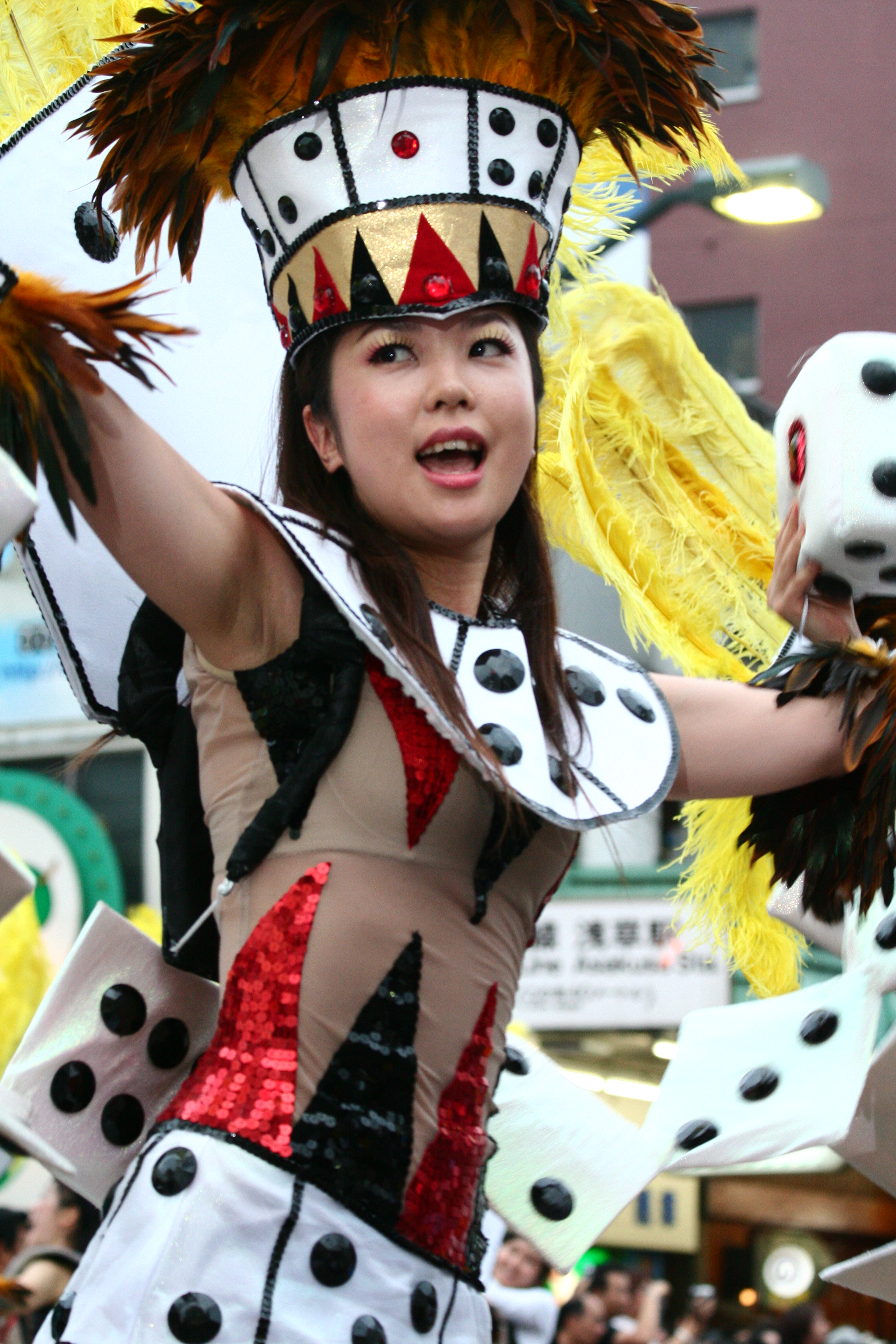
豪華な衣装もみどころの一つ

特にトップリーグであるS1リーグでは、エスコーラ・ジ・サンバ（略称：エスコーラ）といわれる大規模なチームによって順位が競われる。これら大規模なチームは、カーホ・アレゴリア（略称：アレゴリア）といわれる大がかりな山車を製作したり、ファンタジアと呼ばれる衣装をブラジルに発注製作したものを使用するなど、大規模に展開するチームが年々多くなっている。
S1リーグにおいては、アレゴリアの製作が参加必須条件となっている一方、S2リーグではアレゴリアの導入は禁止されている。
そもそもサンバには様々なスタイルがあり、ヂスフィーレと呼ばれるパレード・行進するサンバは「動くオペラ」とも評される。これは毎年、各チームがEnredo（エンヘード。物語やテーマなどの意）を決め、それに基づいた楽曲や衣装、山車を製作し、それをパレードによって表現し、審査によるコンテスト形式で順位を競うからである。
このように、近年の浅草におけるサンバカーニバルでは、S1リーグに出場するチームを中心に本格化させようとする傾向が強くなっている。
なお、これらから一般的に、サンバは単なる仮装行列、またはテーマパークのパレードと同一視される向きがあるが、これは誤解である。サンバにおけるパレードは、毎年チームで検討し選んだエンヘードのテーマが優れているか、またそれをいかに全体で表現するかを各チームで競うものである。またサンバパレードと言えば、露出度の高いダンサーが多いと誤解されているが、これも一部に過ぎない。タンガを着て踊るダンサーはパシスタやジスタッキ・ヂ・シャウン、ハイーニャなどと呼ばれるが、これらは少数のパートであり、一つのチームの中には、アーラといわれるパートのグループ分けがいくつもあり、ダンスやパフォーマンスなどいろいろな役割を演じるのが特徴である。
続くS2リーグでは、S1リーグ出場チームのスタイルに準じつつも、人数などの面で規模が大きくないチームが出場している。現在は前述の入れ替えがあるため、S1リーグからの降格組もある。S2については、前述のアレゴリア禁止やパレードへの参加人数制限があるため、S1からの降格組はメンバーの絞り込みも必要になる。

## 歴史
浅草はかつて映画館や演芸場など娯楽の一大中心地として名を馳せたが、昭和30 - 40年代にはすでに街の活気が下火になりつつあった。これを案じた浅草喜劇出身俳優の伴淳三郎が三社祭の熱気と躍動感は、ブラジル・リオのカーニバルと似ていると開催を勧めて、当時の台東区長である内山榮一との発案により1981年（昭和56年）に初めて実施されたといわれる。したがって、キリスト教（西方教会）で四旬節の前に行われる謝肉祭（本来のカーニバル）とは無関係で、開催時期も異なる。
ただし一方では、兵庫県神戸市がすでに神戸まつりでサンバパレードを行っていたことから、浅草の商店街や観光連盟などが読売新聞社を通じて、神戸まつり関係者にコンタクトを取ってそのアイディアを浅草サンバカーニバルに流用したというのが真相であり、伴淳三郎の話は後づけであるという指摘もされている。
1981年開催当初の浅草サンバカーニバルは、現在のように本格的なサンバチームは少なかった。また近年に至っても、サンバの様式とは異なるチームも多く出場していた。また審査もコシノジュンコや池田満寿夫、Balança(サンババンド)のDENなど著名人による審査委員長の意向が強く反映されていたといわれる。
しかし時代の変化に伴い、ブラジル本国のスタイルに則したチームが増えたことから、1999年には、S1リーグに出場するエスコーラによるAESA（浅草エスコーラ・ジ・サンバ協会）が発足、このAESAの提言により、現在は審査委員長に著名人を登用することは変わらずも、ブラジルやサンバに関心がある審査委員が選ばれ、これらの審査委員による点数による結果が大きく反映されるようになっている。
なお、パレードは当初、夜間における開催が中心であったが、参加者や観客の安全上などの理由から、現在は昼に行われ夕方には終わるようになっている。
2011年は、7月30日から延期となった第34回隅田川花火大会の開催日と重複した結果、開催を断念した。
2020年から2022年まで、コロナ禍により中止とし、代替イベントとして「浅草サンバフェスタ」が開催された。2023年より再開予定である。2024年はコロナ以前の大規模での開催が再開された

## テーマ・サンバリーグ
S1、S2リーグとは別に、スポンサー企業が参加するテーマ・サンバリーグも浅草サンバの見所の一つ。
2015年、2016年は冠スポンサーであるアサヒビールと、ガンホー・オンライン・エンターテイメントのほかに、ロボットレストランの計3企業が名乗りを上げた。スポンサー企業チームには会社ロゴ、商品ロゴなどの掲示が許されており、それぞれに会社名、商品名などを大きくアピールしたアレゴリアが出場する。中でも、新宿のロボットレストランによる大型フロートやアレゴリア約20台を含む300名編成のパレードは好評を博し、パレードが通り過ぎたら次のポイントに移動して撮影するパレードの「追っかけカメラマン」が多数発生した。